# Burg Mehlsack
Die Burg Mehlsack (polnisch Zamek w Pieniężnie) war eine Burg des ermländischen Domkapitels in Mehlsack, dem heutigen polnischen Pieniężno.

## Bauwerk
Mehlsack gehört zu den frühen noch mit unregelmäßigem Grundriss gebauten Bischofs- und Kapitelsburgen. Der Grundriss der Burg ist ein unregelmäßiges Trapez. Der viergeschossige 47,5 m lange Hauptflügel im Westen ist in seiner mittelalterlichen Substanz erhalten. Die Burg umfasst auch einen niedrigeren Nebenflügel im Norden. Bemerkenswert ist das obere Speicher- und Wehrgeschoss des Hauptflügels mit je dreizehn originalen Fensteröffnungen.

## Geschichte
Der Name Mehlsack geht auf den Namen der prußischen  Burg Malcekuke zurück, die 1288 in Besitz des Domkapitels kam. Die Aufmauerung in Stein stammt aus dem zweiten Viertel des 14. Jahrhunderts. Die Kriege 1414, 1520 und die schwedische Besatzung 1626 beschädigten die Burg. Zwischen 1626 und 1643 wurde die Burg umgebaut, wovon heute die Giebel des Westflügels zeugen, die den Stil der Renaissance tragen. Bis 1945 wurde die Burg als Sitz des Amtsgerichts genutzt.